# 최성민 (2002년)
최성민(2002년 7월 5일 ~ )는 KBO 리그 kt wiz의 외야수이다.

## kt wiz시절
2021년에 입단하였다. 2025년 3월 23일 한화와의 경기에 출전하며 데뷔 첫 경기를 치렀고, 경기에서 1타수 무안타을 기록하였다.

## 출신 학교
- 송정동초등학교
- 무등중학교
- 광주동성고등학교